# Neu-Seeland
Neu-Seeland, niedersorbisch Nowa Jazorina, ist eine Gemeinde des Amtes Altdöbern im Landkreis Oberspreewald-Lausitz in Brandenburg. Neu-Seeland liegt im amtlichen Siedlungsgebiet der Sorben/Wenden.

## Lage
Die Gemeinde Neu-Seeland liegt in der Niederlausitz, rund 22 Kilometer südwestlich von Cottbus. Sie grenzt im Norden an Altdöbern und Drebkau, im Osten an Neupetershain und Welzow, im Süden an Elsterheide (Sachsen), im Südwesten an Senftenberg und im Westen an Altdöbern. Neu-Seeland liegt im Lausitzer Seenland, der Altdöberner See, der Sedlitzer See und der Partwitzer See grenzen dabei an das Gebiet der Gemeinde.

## Gemeindegliederung
Neu-Seeland gliedert sich in die folgende Ortsteile, bewohnte Gemeindeteile und Wohnplätze:
- Bahnsdorf (Bobošojce) mit dem Gemeindeteil Lieske (Lěska) und den Wohnplätzen Lindenfeld (Lindojske Pólo), Sornoer Buden (Žarnojske Budy) und Zollhaus (Cłonica)
- Lindchen (Lindow) mit dem Gemeindeteil Leeskow (Lask) und den Wohnplätzen Dörrwolf (Lambownja) und Kunersdorf (Chójany)
- Lubochow (Lubochow) mit den Wohnplätzen Bergmühle (Górski Młyn), Halangmühle (Halankojc Młyn) und Lubochowmühle (Lubochojski Młyn)
- Ressen (Rašyn)

## Geschichte
Bahnsdorf, Lindchen, Lubochow und Ressen gehörten von 1816 bis 1952 zum Landkreis Calau (bis 1947 in der preußischen Provinz Brandenburg, von 1947 bis 1952 im Land Brandenburg). Durch die Verwaltungsreform 1952 wurde Bahnsdorf in den Kreis Senftenberg, die anderen drei Gemeinden in den Kreis Calau im DDR-Bezirk Cottbus eingegliedert. Nach der Wiedervereinigung gehören sie wieder zum Land Brandenburg. Seit der Kreisreform 1993 liegen die vier Orte im Landkreis Oberspreewald-Lausitz.
Die Gemeinde Neu-Seeland entstand im Zuge einer brandenburgischen Gemeindegebietsreform am 1. Februar 2002 aus dem Zusammenschluss der bis dahin selbstständigen Gemeinden Bahnsdorf, Lindchen, Lubochow und Ressen. Der Gemeindename wurde in Anlehnung an das Lausitzer Seenland gewählt, in dem die Gemeinde liegt.

## Bevölkerungsentwicklung
| Jahr | Einwohner |
| ---- | --------- |
| 2002 | 1098      |
| 2005 | 0929      |
| 2010 | 0573      |
| 2015 | 0585      |
| 2016 | 0591      |

| Jahr | Einwohner |
| ---- | --------- |
| 2020 | 599       |
| 2021 | 571       |
| 2022 | 581       |
| 2023 | 576       |
| 2024 | 546       |

Gebietsstand des jeweiligen Jahres, Einwohnerzahl: Stand 31. Dezember, von 2011 bis 2021 auf Basis des Zensus 2011, ab 2022 auf Basis des Zensus 2022

## Politik

### Gemeindevertretung
Die Gemeindevertretung Neu-Seelands besteht aus acht Gemeindevertretern und dem ehrenamtlichen Bürgermeister. Die Kommunalwahl am 9. Juni 2024 führte zu folgendem Ergebnis:
| Wählergruppe                  | Stimmenanteil | Sitze |
| ----------------------------- | ------------- | ----- |
| Wählergruppe Neu-Seeland      | 60,5 %        | 5     |
| Wählergruppe Lubochow         | 17,5 %        | 1     |
| Wählergruppe Lindchen         | 13,2 %        | 1     |
| Einzelbewerberin Katrin Peter | 08,8 %        | 1     |

### Bürgermeister
- 2003–2024: Simone Abt (Wählergruppe Neu-Seeland)[8]
- seit 2024: Marcus Lein (Wählergruppe Neu-Seeland)

Lein wurde in der Bürgermeisterwahl am 9. Juni 2024 ohne Gegenkandidat mit 89,0 % der gültigen Stimmen für eine Amtszeit von fünf Jahren gewählt.

## Sehenswürdigkeiten

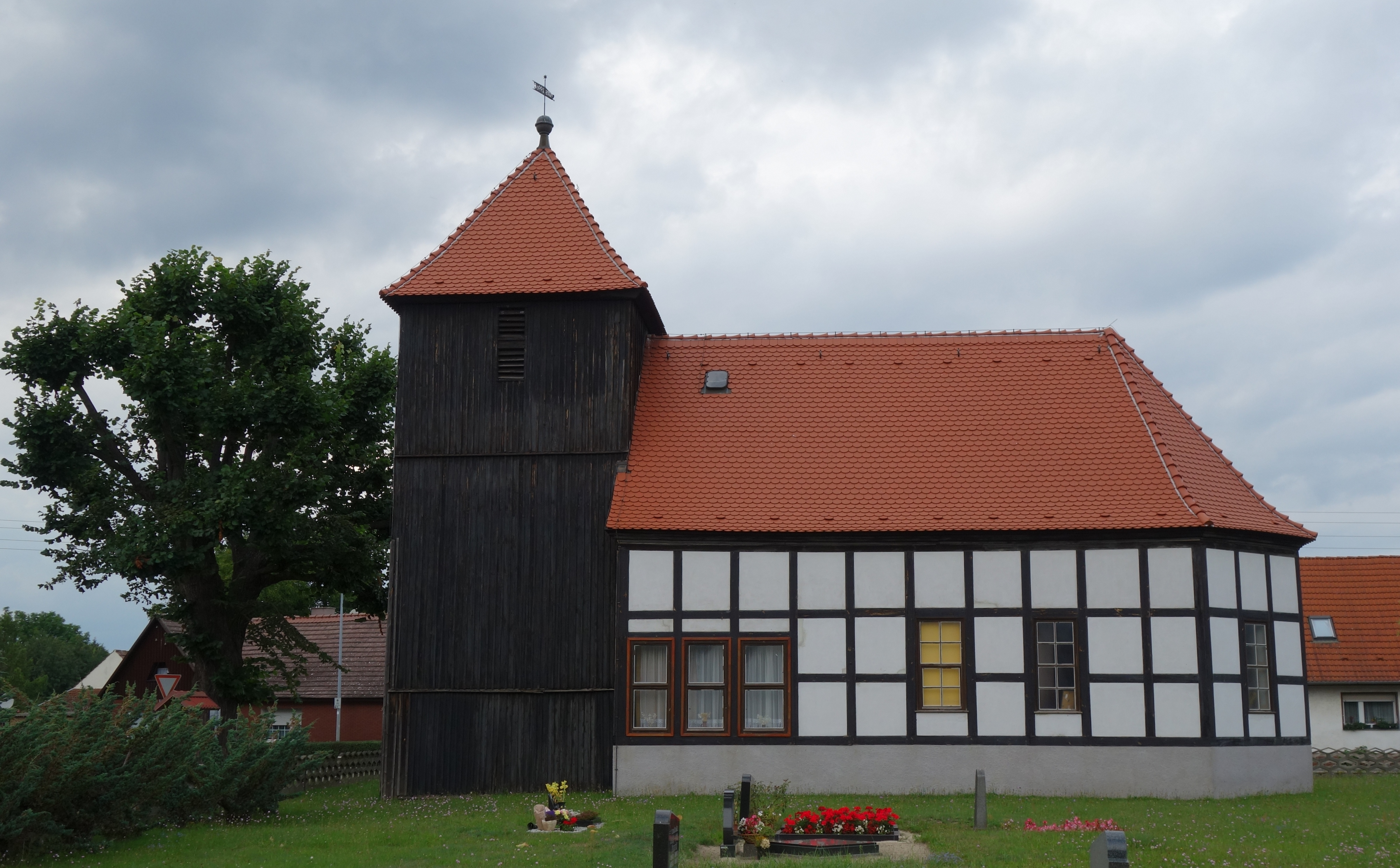
Dorfkirche Lieske

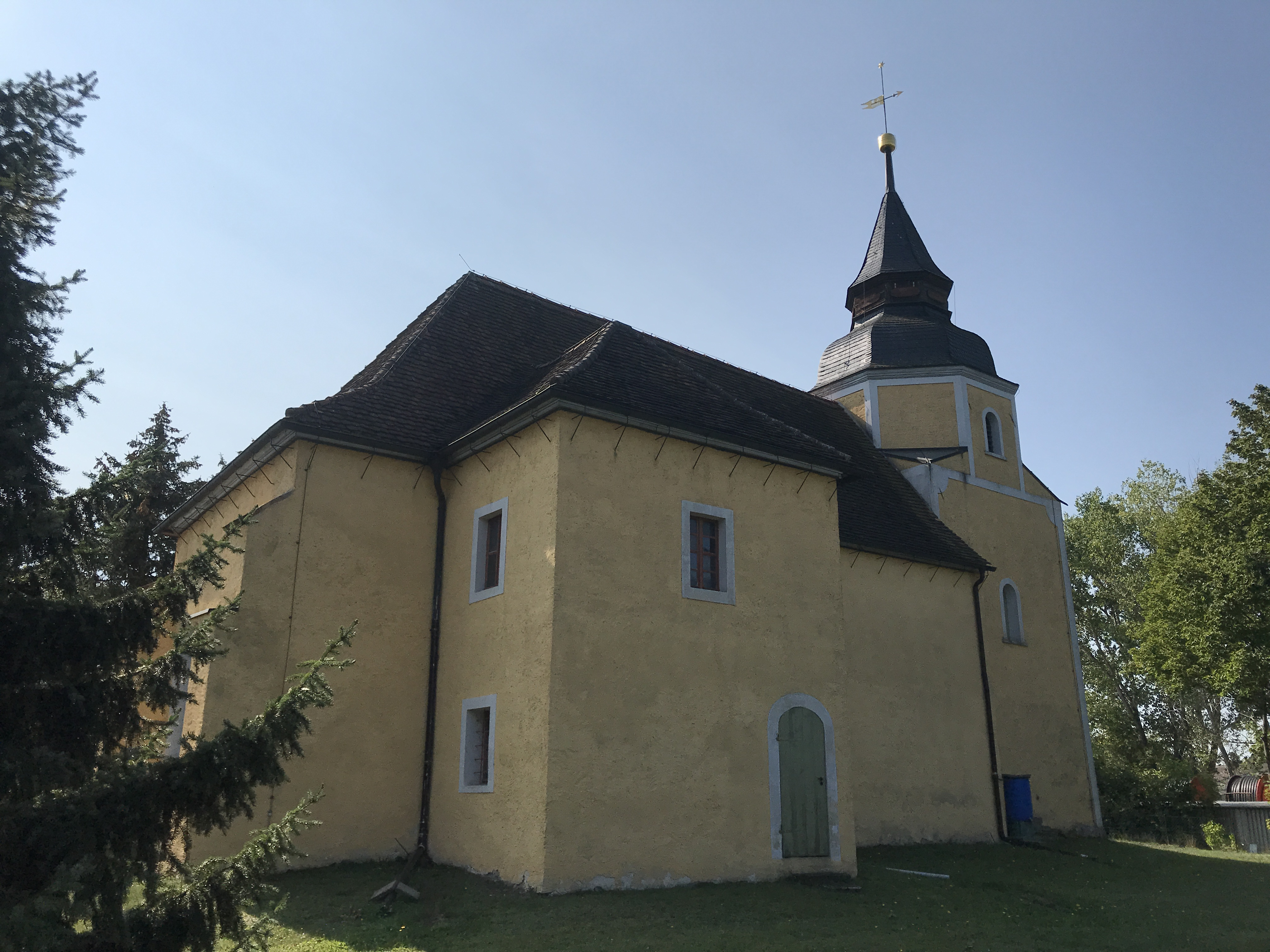
Dorfkirche Ressen

In der Liste der Baudenkmale in Neu-Seeland und in der Liste der Bodendenkmale in Neu-Seeland stehen die in der Denkmalliste des Landes Brandenburg eingetragenen Denkmäler.
- Dorfkirche Lieske, Fachwerkkirche aus dem Jahr 1750. Zur Kirchenausstattung gehörte ursprünglich ein Altarretabel aus dem Jahr 1695, von dem jedoch nur noch das Altarblatt mit der Kreuzigung Christi sowie die Predella mit dem Abendmahl Jesu vorhanden sind. Im Kirchenschiff häng außerdem ein Taufengel aus der Mitte des 18. Jahrhunderts.
- Bauerngehöft in der Dorfstraße 30 in Lieske, unter Denkmalschutz
- Herrenhäuser in Kunersdorf und Leeskow
- Aussichtspunkt am Sedlitzer See am Ortsausgang Lieskes
- Dorfkirche Ressen, Saalkirche, vermutlich im 15. Jahrhundert unter Einbeziehung eines Vorgängerbaus entstanden. Das Bauwerk wurde 1713 umgebaut. Dabei wurden die Fenster „barock“ vergrößert und ein zweigeschossiger Logenanbau errichtet. Im Innenraum steht unter anderem ein Kanzelaltar aus dem Jahr 1713.

## Verkehr
Der Gemeindeteil Lieske liegt an der Bundesstraße 156 zwischen Senftenberg und Spremberg, der Ortsteil Lindchen an der Bundesstraße 169 zwischen Senftenberg und Drebkau und der Gemeindeteil Leeskow an der Landesstraße 531. Die nächstgelegene Autobahnanschlussstelle ist Großräschen an der A 13 Berlin–Dresden.
Der Haltepunkt Bahnsdorf an der Bahnstrecke Großenhain–Cottbus wird von der Regionalbahnlinie RB 49 Falkenberg (Elster)–Cottbus bedient.